# 新住宅市街地開発事業
新住宅市街地開発事業（しんじゅうたくしがいちかいはつじぎょう）は、新住宅市街地開発法に基づき、都市計画事業として施行される全面買収方式の宅地開発事業である。

## 概要

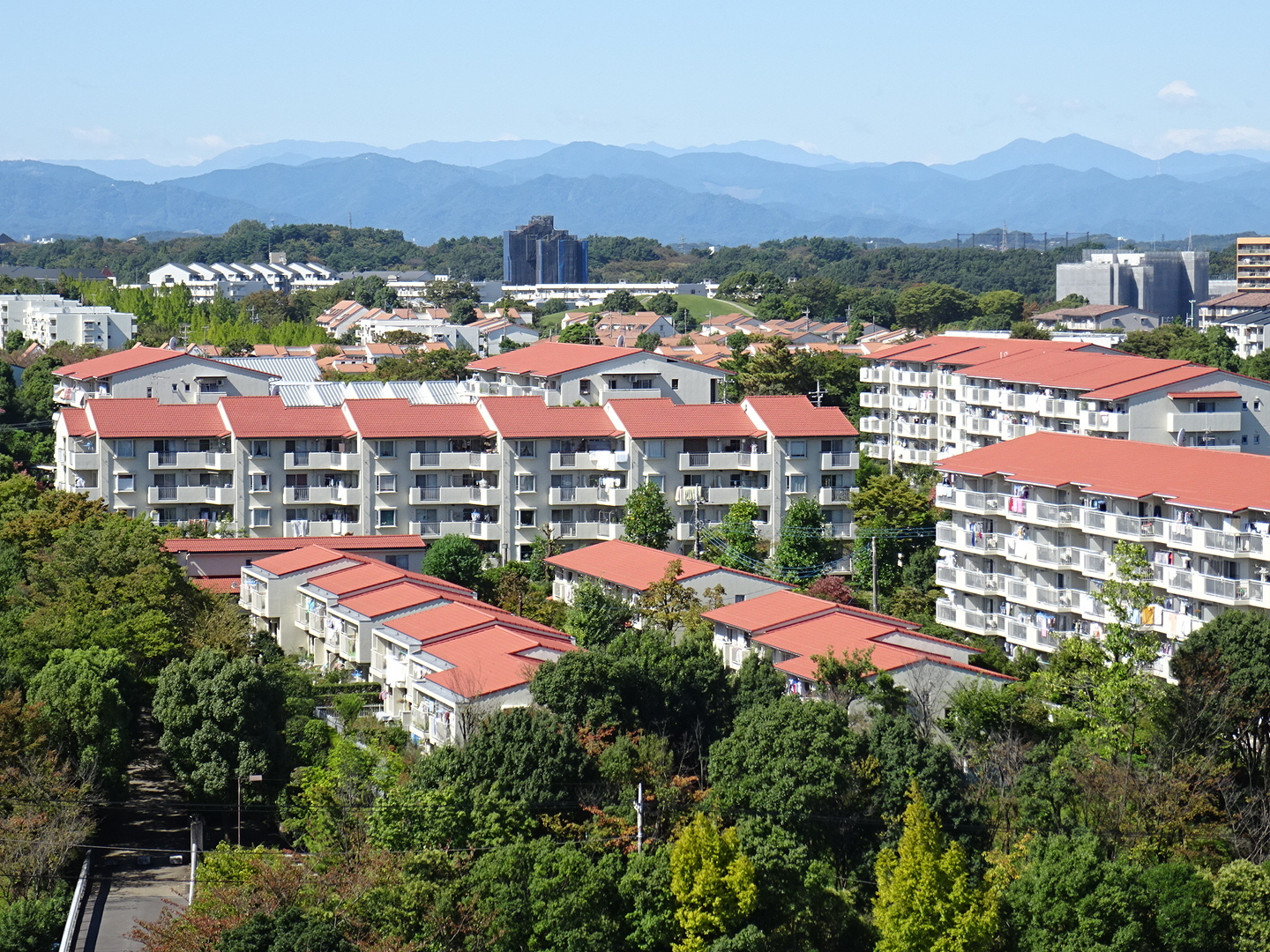
新住宅市街地開発事業で整備された多摩ニュータウン

人口集中の著しい市街地の周辺の地域において、健全な住宅市街地の開発及び住宅に困窮する国民のための居住環境の良好な住宅地を大量に供給することを目的としたもので、1963年に創設された。
単なる宅地の供給を目的とするものではなく、広大な地域全体の都市基盤整備を綿密なマスタープランに基づいて実施し、社会資本となるインフラストラクチャーや住宅等を適切な規模で配置具備する事業である。道路、公園、上下水道等の公共施設及び学校、病院、共同店舗等の公益的施設を備えた住区を単位とし、さらに幹線街路や必要に応じ事務所、事業所等の特定業務施設を備えた相当規模の住宅市街地の開発を目的とする、生活の営みのすべてを充足する複合都市機能を持った、いわば本格的なニュータウンづくり事業であるところにその特色がある。
開発疑似便乗者による不動産の転売益を阻止し、健全な街の形成を補償するため、開発施行者から譲渡された造成地には、5年以内に計画された建築物を完成させることや、所轄する都道府県知事の承認を得ずには10年間、土地および建築物を第三者に所有権等の移転ができないなどの規制が法的に盛り込まれている。
千里ニュータウン、多摩ニュータウンなどを開発するにあたり、事業手法として用いられた。

## おもな事業地
- 札幌圏都市計画事業 もみじ台団地新住宅市街地開発事業　-　札幌市, 施行者：札幌市（1968年-1979年）
- 札幌圏都市計画事業 大麻団地新住宅市街地開発事業　-　江別市, 施行者：北海道（1964年-1971年）
- 札幌圏都市計画事業 北広島団地新住宅市街地開発事業　-　北広島市, 施行者：北海道（1969年-1976年）
- 札幌圏都市計画事業 花畔団地新住宅市街地開発事業　-　石狩市, 施行者：北海道住宅供給公社（1973年-1977年）
- 函館圏都市計画事業 旭岡団地新住宅市街地開発事業　-　函館市, 施行者：北海道住宅供給公社（1976年-1985年）
- 旭川圏都市計画事業 神楽岡団地新住宅市街地開発事業　-　旭川市（1969年-1975年）
- 室蘭圏都市計画事業 白鳥台団地新住宅市街地開発事業　-　室蘭市, 施行者：室蘭市（1965年-1971年）
- 釧路圏都市計画事業 愛国団地新住宅市街地開発事業　-　釧路市, 施行者：釧路市（1975年-1981年）
- 帯広圏都市計画事業 南帯広団地新住宅市街地開発事業　-　帯広市, 施行者：帯広市（1966年-1974年）
- 仙塩広域都市計画事業 鶴ケ谷新住宅市街地開発事業　-　仙台市, 施行者：仙台市（1966年-1973年）
- 仙塩広域都市計画事業 茂庭新住宅市街地開発事業　-　仙台市, 施行者：仙台市（1978年-1990年）
- いわき都市計画事業 玉川住宅団地新住宅市街地開発事業　-　いわき市, 施行者：福島県（1965年-1971年完了）
- 水戸・勝田都市計画事業 十万原新住宅市街地開発事業　-　水戸市・城里町, 施行者：茨城県住宅供給公社(1999年- ）
- 研究学園都市計画事業 花室新住宅市街地開発事業　-　つくば市, 施行者：都市再生機構（1968年-1999年）
- 研究学園都市計画事業 手代木新住宅市街地開発事業　-　つくば市, 施行者：都市再生機構（1968年-1999年）
- 研究学園都市計画事業 大角豆新住宅市街地開発事業　-　つくば市, 施行者：都市再生機構（1968年-1999年）
- 館林都市計画事業 板倉ニュータウン新住宅市街地開発事業　-　板倉町, 施行者：群馬県（2004-年）
- 船橋都市計画事業 千葉北部地区新住宅市街地開発事業　-　船橋市, 施行者：千葉県（千葉ニュータウン。1969年-2006年）
- 印西都市計画事業 千葉北部地区新住宅市街地開発事業　-　印西市・白井市・本埜村・印旛村, 施行者：千葉県　都市再生機構（千葉ニュータウン, 施行者：1967年- ）
- 成田都市計画事業 成田地区新住宅市街地開発事業　-　成田市, 施行者：千葉県（成田ニュータウン。1969年-1987年）
- 多摩ニュータウン(多摩・八王子・町田都市計画事業 多摩・八王子・町田新住宅市街地開発事業)　-　八王子市・町田市・多摩市・稲城市。施行主体：独立行政法人都市再生機構・東京都・東京都住宅供給公社（1965年-2006年）
- 富山高岡広域都市計画事業 太閤山新住宅市街地開発事業　-　射水市, 施行者：富山県（1966年- ）
- 尾張北部都市計画事業 桃花台新住宅市街地開発事業　-　小牧市, 施行者：愛知県（1971年- ）
- 京都都市計画事業 洛西新住宅市街地開発事業　-　京都市, 施行者：京都市（1969年-1982年）
- 南部大阪都市計画事業 阪南丘陵新住宅市街地開発事業　-　阪南市, 施行者：大阪府（1988年- ）
- 南部大阪都市計画事業 金岡東新住宅市街地開発事業　-　堺市, 施行者：大阪府（名称は堺都市計画。1965年-1971年）
- 南部大阪都市計画事業 泉北丘陵新住宅市街地開発事業　-　堺市, 施行者：大阪府（名称は堺都市計画。1965年-1983年）
- 南部大阪都市計画事業 光明池新住宅市街地開発事業　-　和泉市, 施行者：都市再生機構（名称は和泉都市計画。1970年-1984年）
- 南部大阪都市計画事業 鶴山台新住宅市街地開発事業　-　和泉市, 施行者：都市再生機構（名称は和泉都市計画。1968年-1976年）
- 南部大阪都市計画事業 和泉中央丘陵新住宅市街地開発事業　-　和泉市, 施行者：都市再生機構（1984年- ）
- 北部大阪都市計画事業 千里丘陵新住宅市街地開発事業　-　吹田市, 施行者：大阪府（名称は吹田都市計画。1964年-1970年）
- 北部大阪都市計画事業 千里丘陵新住宅市街地開発事業　-　豊中市, 施行者：大阪府（名称は豊中都市計画。1964年-1970年）
- 神戸都市計画事業 横尾地区新住宅市街地開発事業　-　神戸市, 施行者：神戸市（1971年-1983年）
- 神戸都市計画事業 新丸山新住宅市街地開発事業　-　神戸市, 施行者：神戸市（1970年-1975年）
- 神戸都市計画事業 神戸研究学園都市新住宅市街地開発事業　-　神戸市, 施行者：神戸市（1980年- ）
- 神戸都市計画事業 西神地区新住宅市街地開発事業　-　神戸市, 施行者：神戸市（1970年- ）
- 神戸都市計画事業 西神第2地区新住宅市街地開発事業　-　神戸市, 施行者：神戸市（1980年- ）
- 神戸都市計画事業 名谷地区新住宅市街地開発事業　-　神戸市, 施行者：神戸市（1969年-1980年）
- 神戸都市計画事業 有野新住宅市街地開発事業　-　神戸市, 施行者：神戸市（1966年-1972年）
- 阪神間都市計画事業 名塩新住宅市街地開発事業　-　西宮市, 施行者：都市再生機構(1977年- ）
- 阪神間都市計画事業 北摂地区新住宅市街地開発事業　-　三田市, 施行者：兵庫県　都市再生機構（1970年- ）
- 神戸・東播都市計画事業 明石舞子新住宅市街地開発事業　-　神戸市, 施行者：兵庫県（1965年-1970年）
- 大和都市計画事業 橿原新住宅市街地開発事業　-　橿原市, 施行者：奈良県住宅供給公社（1967年-1987年）
- 岡山県南広域都市計画事業 山陽新住宅市街地開発事業　-　赤磐市, 施行者：岡山県（1969年-1978年）
- 広島圏都市計画事業 高陽新住宅市街地開発事業　-　広島市, 施行者：広島県住宅供給公社（1946年-1986年度完了）
- 広島圏都市計画事業 鈴が峰新住宅市街地開発事業　-　広島市, 施行者：広島市（1968年-1982年度完了）
- 広島圏都市計画事業 廿日市新住宅市街地開発事業　-　廿日市市（1974年-1984年）
- 岩国都市計画事業 愛宕山新住宅市街地開発事業　-　岩国市, 施行者：山口県住宅供給公社（1998年-　）
- 長崎都市計画事業 西諫早新住宅市街地開発事業　-　諫早市, 施行者：長崎県住宅供給公社（1969年-1978年）
- 長崎都市計画事業 諫早西部新住宅市街地開発事業　-　諫早市, 施行者：長崎県住宅供給公社（1998年-　）
- 大分都市計画事業 明野新住宅市街地開発事業　-　大分市, 施行者：大分県（1965年-　）
- 宮崎広域都市計画事業 生目台新住宅市街地開発事業　-　宮崎市, 施行者：宮崎県住宅供給公社（1981年-2006年）
- 日向延岡新産業都市計画事業 一ケ岡新住宅市街地開発事業　-　延岡市, 施行者：延岡市（1966年- ）